# Brett Mycles
Brett Mycles (ur. 2 grudnia 1977 w Houston, zm. 24 lutego 2007 w Los Angeles) – amerykański model fitness, kulturysta i gejowski aktor pornograficzny pochodzenia niemiecko-irlandzkiego.

## Życiorys

### Wczesne lata
Urodził się w Houston w stanie Teksas jako syn Christophera i Cynthii (z domu Deters) Sagerów. Miał dwie siostry, Barbrę (Chad) i Heather.

### Kariera
Po przeprowadzce do Toledo w stanie Ohio, mając dwadzieścia dwa lata zajął się kulturystyką. Podczas zawodów Arnold Classic, jego doskonale symetryczne ciało i ogromne mięśnie zostały dostrzeżone przez fotografa Irvina Gelba. Przez kilka lat był modelem fitness i kulturystą. Gościł na okładkach poczytnego magazynu „Muscle & Fitness”, „Men's Fitness” i „Men's Workout”.
Pojawiał się następnie na zdjęciach jako „gwiazdor porno”, nagi model, nagi wrestler. 
Wkrótce pod pseudonimem „Brett Mycles” rozpoczął karierę w branży pornograficznej dla gejów, pojawiając się w sesjach zdjęciowych magazynów i kalendarzy, a także produkcjach filmowych Can-Am Productions: Storm Fighter (2000) i Wrestler for Hire (2001), a także Jet Set Productions: College Jocks Vol. 2 (2001), Jackhammer (2001), Prime Cut Video Magazine, Vol. 5 (2002), Prime Cut Video Magazine, Vol. 6: Reunion of the Stars (2002) i Brett Mycles: The Collector's Edition (2003).
W 2002 otrzymał nominację do GayVN Awards w kategorii „Najlepsza scena seksu solo” w Prime Cut 5.
W lutym 2002 trafił na okładkę magazynu dla pań „Playgirl”, a w lipcu 2007 jego zdjęcie znalazły się w australijskim magazynie dla gejów „DNA”.
Zmarł 25 lutego 2007 roku w Los Angeles w stanie Kalifornia, z powodu niewydolności serca podczas snu, w wieku 29 lat. Tydzień wcześniej narzekał na nieregularny rytm serca. To było spowodowane stresem w jego sercu z mieszanki sterydów i ecstasy oraz historii rodzinnych problemów z sercem.

### Życie prywatne
Był żonaty z Lori A. (Barnes) Sager, sympatią ze szkoły średniej. Poznali się, gdy on miał dziewiętnaście lat, a ona siedemnaście.